# Liste der denkmalgeschützten Objekte in Liptovský Mikuláš
Die Liste der denkmalgeschützten Objekte in Liptovský Mikuláš enthält die 48 nach slowakischen Denkmalschutzvorschriften geschützten Objekte in der Gemeinde Liptovský Mikuláš im Okres Liptovský Mikuláš.

## Denkmäler
| Foto |                 | Denkmal / č. ÚZPF                               | Standort / Konskr. Nr.                                                | Offizielle Beschreibung                                          | Beschreibung                                                                  | Metadaten                                                                |
| ---- | --------------- | ----------------------------------------------- | --------------------------------------------------------------------- | ---------------------------------------------------------------- | ----------------------------------------------------------------------------- | ------------------------------------------------------------------------ |
| ja   | Datei hochladen | Kirche(sk) ObjektID: 505-308/0                  | 73 Standort KG: Bodice Konskr.Nr.: 73                                 | r.k.sv.Ladislava;filiálny kostol sv.Ladislava                    | römisch-katholische Filialkirche St. Ladislaus                                | č. NKP: 505-308/0 Stand des NKP: 2012-02-08 Name: KOSTOL                 |
| ja   | Datei hochladen | hölzerner Glockenturm(sk) ObjektID: 505-11695/0 | Revolučná ul. 254 Standort KG: Demänová Konskr.Nr.: 254               | rámová                                                           |                                                                               | č. NKP: 505-11695/0 Stand des NKP: 2012-02-08 Name: ZVONICA DREVENÁ      |
|      | Datei hochladen | Partisanenbunker(sk) ObjektID: 505-381/1        | KG: Iľanovo Konskr.Nr.:                                               | SNP                                                              | des Nationalaufstandes                                                        | č. NKP: 505-381/1 Stand des NKP: 2012-02-08 Name: BUNKER PARTIZÁNSKY     |
|      | Datei hochladen | Partisanenbunker(sk) ObjektID: 505-381/2        | KG: Iľanovo Konskr.Nr.:                                               | SNP                                                              | des Nationalaufstandes                                                        | č. NKP: 505-381/2 Stand des NKP: 2012-02-08 Name: BUNKER PARTIZÁNSKY     |
|      | Datei hochladen | Lebensmittellager(sk) ObjektID: 505-381/3       | 0 KG: Iľanovo Konskr.Nr.:                                             | proviantu                                                        |                                                                               | č. NKP: 505-381/3 Stand des NKP: 2012-02-08 Name: SKLAD PROVIANTU        |
| BW   | Datei hochladen | Landsitz(sk) ObjektID: 505-342/1                | Pod Čerencom ul. 4 Standort KG: Liptovská Ondrašová Konskr.Nr.: 108   |                                                                  |                                                                               | č. NKP: 505-342/1 Stand des NKP: 2012-02-08 Name: KÚRIA                  |
| BW   | Datei hochladen | Garten(sk) ObjektID: 505-342/2                  | Pod Čerencom ul. Standort KG: Liptovská Ondrašová Konskr.Nr.:         |                                                                  |                                                                               | č. NKP: 505-342/2 Stand des NKP: 2012-02-08 Name: ZÁHRADA                |
| BW   | Datei hochladen | Getreidespeicher(sk) ObjektID: 505-342/3        | Pod Čerencom ul. Standort KG: Liptovská Ondrašová Konskr.Nr.:         | murovaná                                                         |                                                                               | č. NKP: 505-342/3 Stand des NKP: 2012-02-08 Name: SÝPKA                  |
| BW   | Datei hochladen | Landsitz(sk) ObjektID: 505-341/0                | Pod Čerencom ul. 110 Standort KG: Liptovská Ondrašová Konskr.Nr.: 110 | solitér;býv.Pongráczovská kúria                                  | ehem. Herrenhaus Pongrácz                                                     | č. NKP: 505-341/0 Stand des NKP: 2012-02-08 Name: KÚRIA                  |
| ja   | Datei hochladen | Denkmal(sk) ObjektID: 505-393/0                 | Revolučná cesta Standort KG: Liptovská Ondrašová Konskr.Nr.:          | Žiadosti slovenského národa 1848;pylón s orlom                   | Slowakische Forderungen 1848, Pylon mit Adler                                 | č. NKP: 505-393/0 Stand des NKP: 2012-02-08 Name: POMNÍK                 |
|      | Datei hochladen | Gedenkbereich(sk) ObjektID: 505-392/0           | KG: Liptovský Mikuláš Konskr.Nr.:                                     | Jánošík-poprava;1688-1713,zbojník                                | für die Jánošík-Hinrichtung 1713, Räuberhauptmann                             | č. NKP: 505-392/0 Stand des NKP: 2012-02-08 Name: MIESTO PAMÄTNÉ         |
| ja   | Datei hochladen | Denkmal(sk) ObjektID: 505-397/1                 | KG: Liptovský Mikuláš Konskr.Nr.:                                     | padlí II.sv.v.+1386 čsl.a sov.vojakov;Pamätník čsl.a sov.vojakov | für die Opfer des WK II und 1386 tschechoslowakische und sowjetische Soldaten | č. NKP: 505-397/1 Stand des NKP: 2012-02-08 Name: PAMÄTNÍK               |
| ja   | Datei hochladen | Treppenlauf mit Figuren(sk) ObjektID: 505-397/2 | KG: Liptovský Mikuláš Konskr.Nr.:                                     | Víťazstvo a mier,Prísaha;Prísaha,Víťazstvo a mier                | Schwur Sieg und Frieden                                                       | č. NKP: 505-397/2 Stand des NKP: 2012-02-08 Name: SCHODISKO SO SÚSOŠIAMI |
| ja   | Datei hochladen | Soldatenfriedhof(sk) ObjektID: 505-397/3        | KG: Liptovský Mikuláš Konskr.Nr.:                                     | padlí II.sv.v. 1386 čsl.a sov.vojakov;Cintorín čsl.a sov.vojakov | für die Opfer des WK II und 1386 tschechoslowakische und sowjetische Soldaten | č. NKP: 505-397/3 Stand des NKP: 2012-02-08 Name: CINTORÍN VOJENSKÝ      |
| ja   | Datei hochladen | Gedenkhaus(sk) ObjektID: 505-394/1              | 1.mája ul. 28 Standort KG: Liptovský Mikuláš Konskr.Nr.: 196          | nárožný,prejazdový;Robotnícky dom,Čierny orol                    | Eckhaus, Arbeiterhaus, "Schwarzen Adler"                                      | č. NKP: 505-394/1 Stand des NKP: 2012-02-08 Name: DOM PAMÄTNÝ            |
| ja   | Datei hochladen | Gedenktafel(sk) ObjektID: 505-394/3             | 1.mája ul. 28 Standort KG: Liptovský Mikuláš Konskr.Nr.: 196          | robotnícky dom                                                   | Arbeiterhaus                                                                  | č. NKP: 505-394/3 Stand des NKP: 2012-02-08 Name: TABUĽA PAMÄTNÁ         |
| ja   | Datei hochladen | Gedenkhaus(sk) ObjektID: 505-390/1              | Belopotockého ul. 1 Standort KG: Liptovský Mikuláš Konskr.Nr.: 722    | Bella J.L.;1843-1936,skladateľ                                   | für den Komponisten Ján Levoslav Bella                                        | č. NKP: 505-390/1 Stand des NKP: 2012-02-08 Name: DOM PAMÄTNÝ            |
| ja   | Datei hochladen | Gedenktafel 1(sk) ObjektID: 505-390/2           | Belopotockého ul. 1 Standort KG: Liptovský Mikuláš Konskr.Nr.: 722    | Bella J.L.;1843-1936,skladateľ                                   | für J.L.Bella                                                                 | č. NKP: 505-390/2 Stand des NKP: 2012-02-08 Name: TABUĽA PAMÄTNÁ I.      |
| ja   | Datei hochladen | Gedenktafel 2(sk) ObjektID: 505-390/3           | Belopotockého ul. 1 Standort KG: Liptovský Mikuláš Konskr.Nr.: 722    | Bartoš J.;1798-1851,kňaz                                         | für den Priester J. Bartoš                                                    | č. NKP: 505-390/3 Stand des NKP: 2012-02-08 Name: TABUĽA PAMÄTNÁ II.     |
| ja   | Datei hochladen | Synagoge(sk) ObjektID: 505-335/0                | Hollého ul. 14 Standort KG: Liptovský Mikuláš Konskr.Nr.: 810         | neologická                                                       | neologische                                                                   | č. NKP: 505-335/0 Stand des NKP: 2012-02-08 Name: SYNAGÓGA               |
| ja   | Datei hochladen | Denkmal(sk) ObjektID: 505-395/0                 | Osloboditeľov nám. Standort KG: Liptovský Mikuláš Konskr.Nr.:         | padlí v II.sv.v.;pomník padlým vojakom ČA                        | für die Opfer des WK II                                                       | č. NKP: 505-395/0 Stand des NKP: 2012-02-08 Name: POMNÍK                 |
| ja   | Datei hochladen | Denkmal(sk) ObjektID: 505-399/0                 | Osloboditeľov nám. Standort KG: Liptovský Mikuláš Konskr.Nr.:         | Kráľ Janko;1822-1876,básnik                                      | für den Dichter Janko Kráľ                                                    | č. NKP: 505-399/0 Stand des NKP: 2012-02-08 Name: POMNÍK                 |
| ja   | Datei hochladen | Komitatshaus(sk) ObjektID: 505-340/0            | Osloboditeľov nám. 1 Standort KG: Liptovský Mikuláš Konskr.Nr.: 61    | solitér,chodbový;Župný dom,mestský úrad                          | Stadtverwaltung                                                               | č. NKP: 505-340/0 Stand des NKP: 2012-02-08 Name: DOM ŽUPNÝ              |
| ja   | Datei hochladen | Gedenkbürgerhaus(sk) ObjektID: 505-391/1        | Osloboditeľov nám. 19 Standort KG: Liptovský Mikuláš Konskr.Nr.: 80   | Kráľ Janko;1822-1876,básnik                                      | für Janko Kráľ, Dichter                                                       | č. NKP: 505-391/1 Stand des NKP: 2012-02-08 Name: DOM MEŠTIANSKY PAMÄTNÝ |
| ja   | Datei hochladen | Gedenktafel(sk) ObjektID: 505-391/2             | Osloboditeľov nám. 19 Standort KG: Liptovský Mikuláš Konskr.Nr.:      | Kráľ Janko;1822-1876,básnik                                      | für Janko Kráľ                                                                | č. NKP: 505-391/2 Stand des NKP: 2012-02-08 Name: TABUĽA PAMÄTNÁ         |
| ja   | Datei hochladen | Kirche(sk) ObjektID: 505-334/0                  | Osloboditeľov nám. 27 Standort KG: Liptovský Mikuláš Konskr.Nr.: 725  | r.k.sv.Mikuláša                                                  | römisch-katholische Kirche St. Nikolaus                                       | č. NKP: 505-334/0 Stand des NKP: 2012-02-08 Name: KOSTOL                 |
| ja   | Datei hochladen | Landsitz(sk) ObjektID: 505-337/0                | Osloboditeľov nám. 28 Standort KG: Liptovský Mikuláš Konskr.Nr.: 789  | radová+nárožná,prejazdová;Centrum Kolomana Sokola                | Reihen- und Eckhaus, Durchgang, Koloman Sokol - Zentrum                       | č. NKP: 505-337/0 Stand des NKP: 2012-02-08 Name: KÚRIA                  |
| ja   | Datei hochladen | Komitatshaus(sk) ObjektID: 505-339/0            | Osloboditeľov nám. 31 Standort KG: Liptovský Mikuláš Konskr.Nr.: 792  | prejazdový,radový;Illesházyovský d.,stoličný dom                 | Reihenhaus, Durchgang, Illesházy Krönungshaus                                 | č. NKP: 505-339/0 Stand des NKP: 2012-02-08 Name: DOM ŽUPNÝ              |
| ja   | Datei hochladen | Museum(sk) ObjektID: 505-336/0                  | Školská ul. 4 Standort KG: Liptovský Mikuláš Konskr.Nr.: 121          | solitér,chodbový;múzeum                                          | Einzelhaus, Durchgang                                                         | č. NKP: 505-336/0 Stand des NKP: 2012-02-08 Name: MÚZEUM                 |
| ja   | Datei hochladen | Denkmal(sk) ObjektID: 505-398/0                 | Tranovského ul. 0 Standort KG: Liptovský Mikuláš Konskr.Nr.:          | Hodža M.M.;1811-1870,ideológSNH                                  | für den Politiker Michal Miloslav Hodža                                       | č. NKP: 505-398/0 Stand des NKP: 2012-02-08 Name: POMNÍK                 |
| ja   | Datei hochladen | Gedenkpfarrhof(sk) ObjektID: 505-401/1          | Tranovského ul. 8 Standort KG: Liptovský Mikuláš Konskr.Nr.:          | ev.a.v.;Hodžova fara                                             | evangelische Pfarrei "Hodža"                                                  | č. NKP: 505-401/1 Stand des NKP: 2012-02-08 Name: FARA PAMÄTNÁ           |
|      | Datei hochladen | Gedenktafel(sk) ObjektID: 505-401/2             | Tranovského ul. 8 KG: Liptovský Mikuláš Konskr.Nr.:                   | štúrovci                                                         |                                                                               | č. NKP: 505-401/2 Stand des NKP: 2012-02-08 Name: TABUĽA PAMÄTNÁ         |
|      | Datei hochladen | Grab und Grabstein(sk) ObjektID: 505-389/0      | Vrbická ul. KG: Liptovský Mikuláš Konskr.Nr.:                         | Hodža M.M.;1811-1870,ideológSNH                                  | des Michal Miloslav Hodža                                                     | č. NKP: 505-389/0 Stand des NKP: 2012-02-08 Name: HROB S NÁHROBKOM       |
| ja   | Datei hochladen | Denkmal mit Statue(sk) ObjektID: 505-396/0      | Vrbická ul. Standort KG: Liptovský Mikuláš Konskr.Nr.:                | padlí v I.sv.v.,SNP,II.sv.v.;kľačiaca žena s holubicou           | für die Opfer des WK I, knienden Frau mit Taube                               | č. NKP: 505-396/0 Stand des NKP: 2012-02-08 Name: POMNÍK SO SOCHOU       |
| ja   | Datei hochladen | Gedenkhaus(sk) ObjektID: 505-10569/1            | Vrbická ul. 61 Standort KG: Liptovský Mikuláš Konskr.Nr.: 312         | Rázus,Rázusová-Martáková;Rodný dom Rázusovcov                    | Haus der Familie Rázusov                                                      | č. NKP: 505-10569/1 Stand des NKP: 2012-02-08 Name: DOM PAMÄTNÝ          |
| ja   | Datei hochladen | Gedenktafel 1(sk) ObjektID: 505-10569/2         | Vrbická ul. 61 Standort KG: Liptovský Mikuláš Konskr.Nr.: 312         | Rázus Martin;1888-1937,spisovateľ                                | für den Schriftsteller Martin Rázus                                           | č. NKP: 505-10569/2 Stand des NKP: 2012-02-08 Name: TABUĽA PAMÄTNÁ I.    |
|      | Datei hochladen | Gedenktafel 2(sk) ObjektID: 505-10569/3         | Vrbická ul. 61 KG: Liptovský Mikuláš Konskr.Nr.: 312                  | Rázusová-Martáková M.;1905-1964,spisovateľka                     | für die Schriftstellerin Mária Rázusová-Martáková                             | č. NKP: 505-10569/3 Stand des NKP: 2012-02-08 Name: TABUĽA PAMÄTNÁ II.   |
| ja   | Datei hochladen | Landsitz(sk) ObjektID: 505-355/0                | Gazdovská ul. 13 Standort KG: Okoličné Konskr.Nr.: 120                | solitér                                                          |                                                                               | č. NKP: 505-355/0 Stand des NKP: 2012-02-08 Name: KÚRIA                  |
| BW   | Datei hochladen | Landsitz(sk) ObjektID: 505-3434/0               | Kláštorná ul. 50 Standort KG: Okoličné Konskr.Nr.: 130                | solitér                                                          |                                                                               | č. NKP: 505-3434/0 Stand des NKP: 2012-02-08 Name: KÚRIA                 |
| ja   | Datei hochladen | Franziskanerkloster(sk) ObjektID: 505-353/1     | Kláštorná ul. 67 Standort KG: Okoličné Konskr.Nr.: 123                | františkánsky                                                    |                                                                               | č. NKP: 505-353/1 Stand des NKP: 2012-02-08 Name: KLÁŠTOR FRANTIŠKÁNOV   |
| ja   | Datei hochladen | Kirche(sk) ObjektID: 505-353/2                  | Kláštorná ul. 67 Standort KG: Okoličné Konskr.Nr.: 123                | r.k.sv.Petra;františkánsky                                       | römisch-katholische Kirche St. Petrus von Alcantara                           | č. NKP: 505-353/2 Stand des NKP: 2012-02-08 Name: KOSTOL                 |
| ja   | Datei hochladen | Garten(sk) ObjektID: 505-353/3                  | Kláštorná ul. 0 Standort KG: Okoličné Konskr.Nr.:                     | kláštorná záhrada                                                | Klostergarten                                                                 | č. NKP: 505-353/3 Stand des NKP: 2012-02-08 Name: ZÁHRADA                |
| ja   | Datei hochladen | Schloss(sk) ObjektID: 505-354/0                 | Pálenícka ul. 7 Standort KG: Okoličné Konskr.Nr.: 143                 | solitér;Okoličániovský kaštieľ                                   | Herrenhaus Okoličány                                                          | č. NKP: 505-354/0 Stand des NKP: 2012-02-08 Name: KAŠTIEĽ                |
| ja   | Datei hochladen | Schloss(sk) ObjektID: 505-343/1                 | Palučanská ul. 30 Standort KG: Palúdzka Konskr.Nr.: 87                | Palugyayovský kaštieľ                                            | Herrenhaus Palugyay                                                           | č. NKP: 505-343/1 Stand des NKP: 2012-02-08 Name: KAŠTIEĽ                |
| ja   | Datei hochladen | Schloss(sk) ObjektID: 505-344/1                 | Vranovská ul. 1 Standort KG: Palúdzka Konskr.Nr.: 97                  | Kaštieľ Vranovo                                                  | Herrenhaus Vranovo                                                            | č. NKP: 505-344/1 Stand des NKP: 2012-02-08 Name: KAŠTIEĽ                |
| ja   | Datei hochladen | Plastik(sk) ObjektID: 505-344/2                 | Vranovská ul. Standort KG: Palúdzka Konskr.Nr.:                       | Jánošík Juraj;1688-1713,zbojník                                  | des Juraj Jánošík, Räuberhauptmann                                            | č. NKP: 505-344/2 Stand des NKP: 2012-02-08 Name: PLASTIKA               |
| BW   | Datei hochladen | Allee(sk) ObjektID: 505-344/3                   | Vranovská ul. Standort KG: Palúdzka Konskr.Nr.:                       |                                                                  |                                                                               | č. NKP: 505-344/3 Stand des NKP: 2012-02-08 Name: ALEJA                  |
| BW   | Datei hochladen | Höhenburg(sk) ObjektID: 505-2177/1              | Standort KG: Ploštín Konskr.Nr.:                                      | neskúmané;Roháčka - hrádok                                       | nicht untersucht, Burg Rohacek                                                | č. NKP: 505-2177/1 Stand des NKP: 2012-02-08 Name: HRADISKO VÝŠINNÉ      |

## Legende
Die Tabelle enthält im Einzelnen folgende Informationen:
| Foto:                    | Fotografie des Denkmals. |
| Denkmal / č. ÚZPF:       | Die Übersetzung der Bezeichnung des Denkmals, wie sie vom Slowakischen Denkmalamt (Pamiatkový úrad Slovenskej republiky) verwendet wird. Die Originalbezeichnung ist unter dem Fragezeichen angegeben. Fehlt die Übersetzung, so wird die Originalbezeichnung direkt angezeigt. Weiters ist die Objekt-Identifikationsnummer (Objekt ID) angeführt. Sie ist die offizielle, in der Slowakei eindeutige Nummer č. ÚZPF inklusive der zugehörigen Zählnummer, wie sie in den Daten des Denkmalamtes angegeben wird. Da diese nur innerhalb eines Landkreises gezählt wird, ist dessen Nummer der Denkmalnummer vorangestellt. |
| Standort:                | Wenn in der Liste vorhanden, ist die Adresse angegeben. In Klammern kann sich noch eine zusätzliche Adresse befinden, wenn es beispielsweise ein Eckhaus ist. Bei freistehenden Objekten ohne Adresse (zum Beispiel bei Bildstöcken) ist eine Adresse angegeben, die in der Nähe des Objekts liegt. Durch Aufruf des Links Standort wird die Lage des Denkmals in verschiedenen Kartenprojekten angezeigt. Darunter sind die Katastralgemeinde (KG) und, wenn vorhanden, die Konskriptionsnummer (Konskr. Nr.) angegeben.                                                                                                   |
| Offizielle Beschreibung: | Es ist die Kurzbeschreibung auf Slowakisch, wie sie in den offiziellen Listen angegeben ist, eingetragen. |
| Beschreibung:            | Kurze Angaben zum Denkmal auf Deutsch. |
| Metadaten:               | Zusätzlich werden, wenn in den persönlichen Einstellungen das Helferlein Dauerhaftes Einblenden von Metadaten aktiviert ist, ebensolche angezeigt. |

- Karte mit allen Koordinaten:
- OSM |
- WikiMap